# Canon Blue
Daniel James, bedre kendt som Canon Blue er en electronica/rock-sanger/sangskriver fra USA.

Hans ablummer er udgivet på det danske band Efterklangs pladeselskab Rumraket records.

## Diskografi
- Colonies (2007)
- Rumspringa (2011)